# The Dukes (Ohio)
The Dukes waren eine Doo-Wop-Gruppe, die ursprünglich aus Columbus, Ohio stammte, aber erst bei Specialty Records in Los Angeles, Kalifornien Aufnahmen veröffentlichen konnte.
Die jungen Sänger kamen alle aus The Beezark, einem Viertel von Columbus, wo sie gemeinsam die East High School besuchten und dort eine Gospel- und Doo-Wop-Gruppe bildeten. Sie nannten sich zuerst „The 4 Dukes“, dann nach der Aufnahme des Bongo-Spielers Shaw „4 Dukes and a Count“. Die Gruppe sang in den örtlichen Clubs ihr Repertoire, das aus vielen Songs der damals populären Swallows bestand. Eddie Smith ersetzte zu Beginn des Jahres 1954 Caleb Talbert, der zur Armee ging. Im gleichen Jahr entschieden sie sich, ihr Glück in Kalifornien zu suchen, wo sie bei einem etablierten Plattenlabel vorsingen wollten. Der Perkussionist Bobby Shaw blieb in Columbus.
In Los Angeles wohnten die Musiker zuerst bei Jackie Robinsons Mutter Mallie, die für ihre Gastfreundschaft bekannt war. Nachdem Otis Lee von den Cobras Eddie Smith ersetzt hatte, zog die Gruppe in eine gemeinsame Wohnung in Pasadena, Kalifornien. James Cousar beendete in dieser Zeit vor Ort die Highschool. Nach einigen Monaten intensiven Probens nahm Lee Kontakt mit Art Rupe, dem Chef von Specialty Records auf und vereinbarte für den 1. September 1954 eine Aufnahmesession. Als Musiker kamen in der fünfstündigen Sitzung der Saxophonist Chuck Higgins und dessen Band zum Einsatz. Bereits aus Columbus hatte die Gruppe den von Caleb Talbert komponierten Titel Ooh Bop She Bop mitgebracht, für den Phillip Murph die Hauptstimme übernahm. James McCarey führte bei Come On and Rock, während James Cousars Stimme die anderen fünf Titel dominierte. Art Rupe ließ die Dukes zudem eine Vokalharmonik für Chee-Koo Baby seines Stars Lloyd Price einsingen. Price hatte den Songs bereits 1952 in der gleichen Session wie seinen Millionenseller Lawdy Miss Clawdy aufgenommen und war zwischenzeitlich als Soldat in Korea stationiert. Offenbar war Rupe mit den Aufnahmen der Dukes nicht sehr zufrieden. Am 11. Oktober fand eine zweite Session statt, in der Oh Kay, I Was a Fool, Ooh Bop She Bop und Chee-Koo Baby nochmals eingesungen wurden. Dazu kam ein Vokalsatz für Oo-Ee Baby, einem weiteren Lloyd-Price-Titel. Rupe overdubbte die Dukes über Lloyds Gesang und veröffentlichte Oo-Ee Baby mit Chee-Koo Baby als Specialty 535. Steve Propes bezweifelt in seinem Buch über den Rhythm and Blues in Los Angeles die Identität der Dukes auf Price’ Platte mit den Dukes aus Ohio.
Ende Oktober erfuhr der ehemalige Duke Eddie Smith, dass seine Mutter in Columbus verstorben war. Seine ehemaligen Band-Kollegen begleiteten ihn nach Hause. In den fünf Monaten ihres Aufenthalts in Kalifornien hatten die Dukes sieben Lieder eingespielt, dazu zwei Vokalsätze für Lloyd Price, ohne dass eine der Aufnahmen bereits veröffentlicht worden wäre. Ihren Lebensunterhalt bestritt die Band als Straßenmusikanten und durch Gelegenheitsjobs sowie durch die Großzügigkeit von Mallie Robinson. Ihren Titel Ooh Bop She Bop hörten die Dukes erst im Januar 1955 im Radio. Da die Platte keine nationale Aufmerksamkeit erregte und die Band nicht mehr vor Ort war, entschied sich Art Rupe, die anderen Master-Aufnahmen nicht mehr zu veröffentlichen. Mit Tim Kimbrough als Tenorstimme traten die Dukes noch eine Weile in Ohio auf, bis sie sich Ende des Jahres auflösten.

## Diskografie
- 1954 – Oo-Ee Baby / Chee-Koo Baby, Specialty 535 (als Lloyd Price and the Dukes)
- 1955 – Ooh Bop She Bop / Oh Kay, Specialty 543

Die unveröffentlichte Master-Aufnahmen erschienen in den 1970er Jahren teilweise unter falschem Titel auf Bootleg-Singles, die dem Label Imperial Records nachempfunden waren.
- I’ll Found a Love (eigentlich So Long Love) / Come On and Rock, Imperial 5344 (Bootleg)
- Someday, Somewhere (eigentlich I’ll Find Her) / Tell Me Why, Imperial 5385 (Bootleg)
- My Love Is Beautiful (eigentlich Oh Kay) / I Was a Fool, Imperial 5399 (Bootleg)